# Tetsuji Miwa
Tetsuji Miwa (jap. 三輪 哲二, Miwa Tetsuji; * 10. Februar 1949) ist ein japanischer Mathematiker, der sich mit mathematischer Physik beschäftigt.

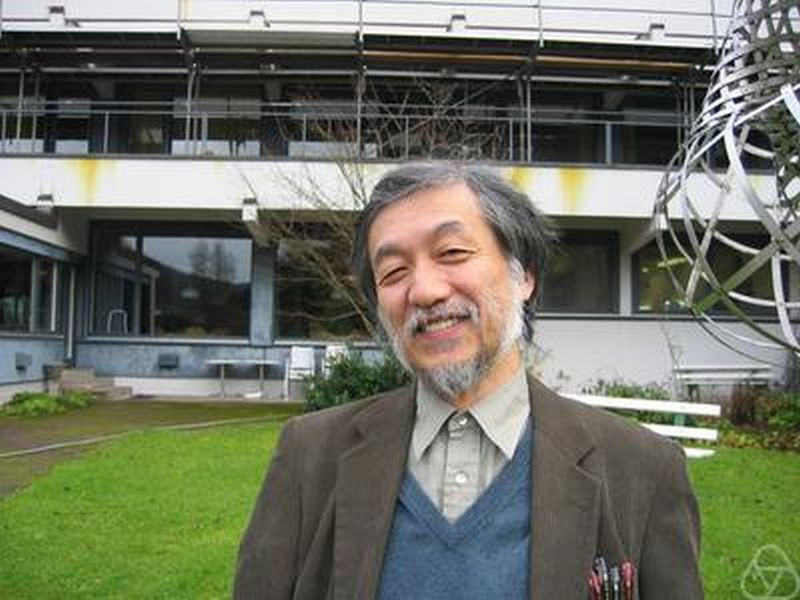
Tetsuji Miwa, Oberwolfach 2006

Miwa studierte an der Universität Tokio, wo er sich Anfang der 1970er Jahre unter dem Einfluss von Mikio Satō und Masaki Kashiwara mit mikrolokaler Analysis und Hyperfunktionen beschäftigte. Er war Professor an der Universität Kyōto und am RIMS (Research Institute for Mathematical Sciences) in Kyōto.
Mit Mikio Satō und Michio Jimbō entdeckte er in den 1970er Jahren einen Zusammenhang mit Monodromie-erhaltenen (isomonodromen) Deformationen von linearen Differentialgleichungen und Korrelationsfunktionen im Isingmodell. Mit Jimbō untersuchte er daraufhin allgemein isomonodrome Deformationen linearer Differentialgleichungen (schon Anfang des 20. Jahrhunderts von Ludwig Schlesinger begonnen).
Mit Jimbō und Etsurō Date untersuchte er die Rolle affiner Lie-Algebren in Solitongleichungen, und mit Jimbō die Rolle von Quantengruppen in exakt lösbaren Gittermodellen der statistischen Mechanik.
Er erhielt 1987 gemeinsam mit Michio Jimbō den Herbstpreis der Japanischen Mathematischen Gesellschaft.
1998 hielt er einen Plenarvortrag auf dem ICM in Berlin (Solvable Lattice Models and Representation Theory of Quantum Affine Algebras) und 1986 war er Invited Speaker auf dem ICM in Berkeley (Integrable lattice models and branching coefficients).
Für 2013 wurde ihm gemeinsam mit Jimbō der Dannie-Heineman-Preis für mathematische Physik zugesprochen, für ihre grundlegenden Entwicklungen auf dem Gebiet integrabler Systeme und deren Korrelationsfunktionen in statistischer Mechanik und Quantenfeldtheorie, unter Verwendung von Quantengruppen, algebraischer Analysis und Deformationstheorie.

## Schriften
- mit Masaki Kashiwara (Herausgeber): Physical Combinatorics. Birkhäuser 2000, ISBN 3-7643-4175-0/ISBN 0-8176-4175-0
- mit Michio Jimbō, Etsurō Date: Solitons – differential equations, symmetries and infinite dimensional algebras. Cambridge University Press 2000, ISBN 0-521-56161-2
- mit Jimbō: Algebraic analysis of solvable lattice models. American Mathematical Society 1993, ISBN 0-8218-0320-4
- mit Jimbō: Solitons and infinite dimensional Lie algebras. Pub.RIMS, Bd. 19, 1983, S. 943, doi:10.2977/prims/1195182017